# 龍門寺 (姫路市)

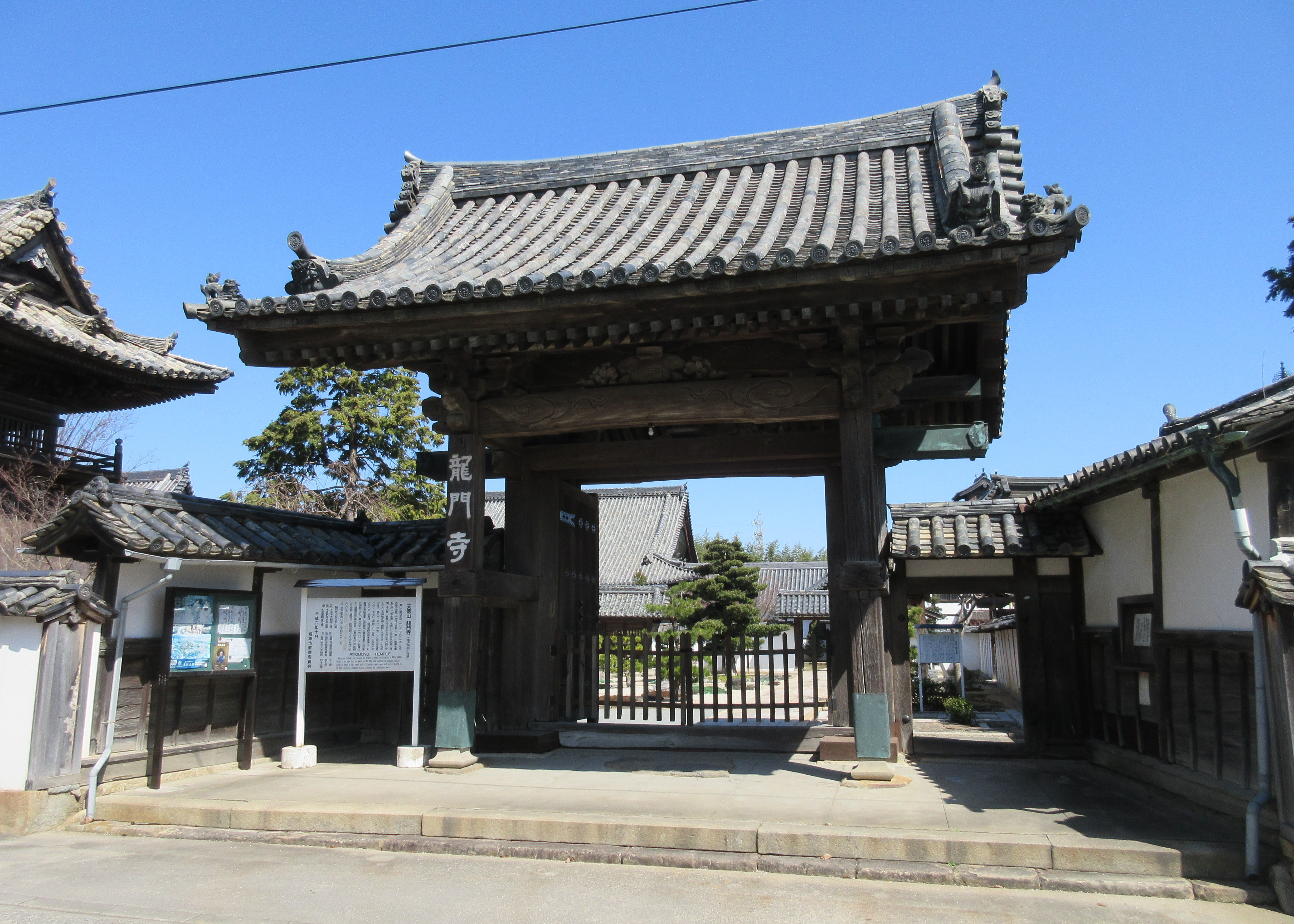
山門

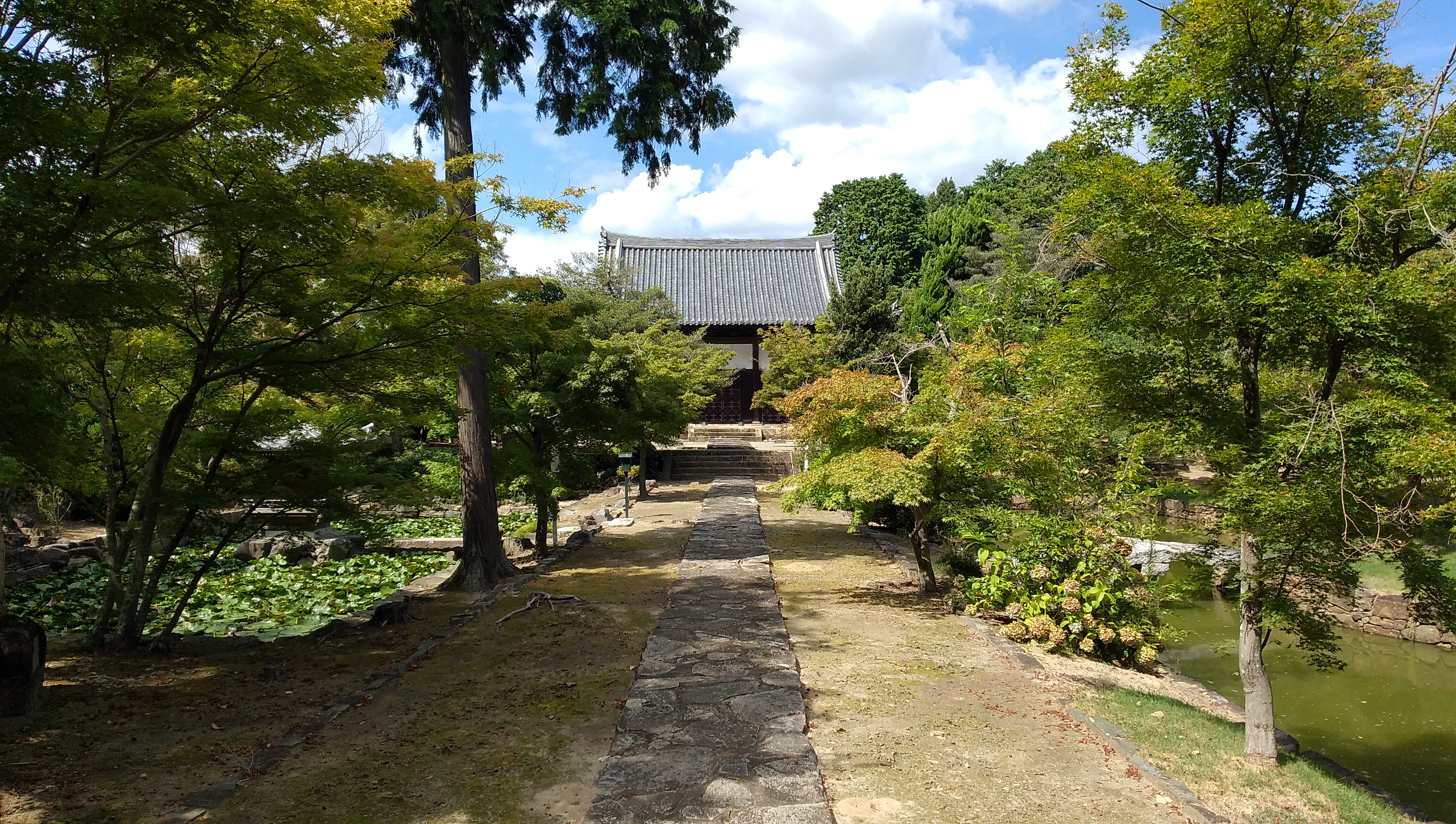
龍門寺開山堂と境内

龍門寺（りょうもんじ）は、兵庫県姫路市網干区に存在する臨済宗妙心寺派寺院。山号を天徳山と称する。寛文元年(1661年)、盤珪国師により創建される。

## 建築物
- 大門 -  延宝8年(1680年)建立。
- 禅堂 -  寛文9年以前に建立。
- 瑞鳳庵 -  享保6年(1721年)造。
- 旧隠寮 -  安政年中建立。
- 竹林軒 -
- 経蔵 -  享保4年(1719年)建立。
- 大方丈 -  伝・安永元年(1772年)再建。
- 開山堂 -  元禄7年(1693年)、盤珪国師の弟子らが国師の長久を祈願するために建立した堂。
- 鐘楼 -  元禄5年(1692年)建立。
- 観音堂 -  寛文年中の建立。
- 地蔵堂 -  延宝7年(1679年)建立。盤珪国師が母の為に建立した寿堂とされる。
- 不動堂 -  貞享3年(1686年)建立。
- 庫裡 -  延宝3年(1675年)建立。

## 行事
- 観音講(毎月18日)
- 地蔵講(毎月23日)
- 不動講(毎月28日)
- 大般若経転読会(1月1日から1月3日)
- 涅槃会(2月15日)
- 献茶会(4月第1日曜とその前日)
- 花祭り(5月5日)
- 開山忌(11月3日)
- 成道会(12月8日)

## 交通アクセス
- 山陽電鉄網干駅より徒歩約20分